# The Sentinel
Sentinel (según Antena 3) o El Centinela (según Syfy) (título original: The Sentinel) es una serie de televisión norteamericana emitida por la UPN entre 1996 y 1999, alcanzando un total de 65 episodios. En España fue emitida por Syfy a partir de junio de 2006, por FDF desde febrero de 2009 y por alguna televisión local como Canal 10 desde mayo de 2018 y parcialmente por Antena 3. En Latinoamérica fue emitida por el canal I.Sat.

## Argumento
Jim Ellison fue un ranger del ejército de los Estados Unidos que pasó 18 meses en la jungla peruana después que su unidad fuera asesinada. Durante este tiempo, desarrolló sentidos hiperactivos que se despiertan cinco años más tarde, cuando es un detective de la unidad de crímenes especiales de la policía de Cascade, una ciudad del estado de Washington. Cuando acude al hospital para buscar consejo, se encuentra con Blair Sandburg, un antropólogo de la Universidad Rainier que le cuenta que es un Sentinel o centinela. En las tribus antiguas, los centinelas protegían el poblado. Para Jim, su poblado es Cascade. Blair ha estudiado la mitología de los centinelas durante años, pero nunca hasta ahora había encontrado a alguien con los cinco sentidos hiperactivos, un verdadero Sentinel. 
Blair ayuda a Jim a controlar sus habilidades y se convierte en su compañero con un permiso de observador con la excusa de una tesis doctoral sobre sociedades cerradas. Esta insólita asociación funciona para sorpresa de muchos, y juntos luchan contra el crimen en las calles de Cascade. 
Los sentidos hiperactivos de Jim le permiten ver más allá que los demás pueden ver, incluso en la oscuridad, y con más detalle; oír sonidos más allá del rango normal o demasiado débiles para cualquier otra persona; sentir lo que nadie más puede con el gusto, tacto y olfato, convirtiéndose en un laboratorio forense viviente. Pero las habilidades de Jim tienen un punto débil: si se concentra demasiado en un sentido, puede perderse en él, una especie de estado catatónico. Parte del trabajo de Blair es ayudarle a prevenirlo. 
La única persona, aparte de Blair, que conoce el secreto de Jim es su capitán y amigo, Simon Banks.

## Cancelación
Sentinel fue cancelada por UPN tras 3 temporadas, dejando la vida de Blair en el aire en el último episodio. Una intensa campaña de los fans convenció a UPN de darle a la serie media temporada más para finalizarla adecuadamente.

## Reparto
- Detective Jim Ellison - Richard Burgi
- Blair Sandburg - Garett Maggart
- Capitán Simon Banks - Bruce A. Young
- Teniente Carolyn Plummer - Kelly Curtis (1.ª temporada)

### Secundarios recurrentes
- Megan Connor - Anna Galvin (1998-1999)
- Jefe Joel Taggert - Ken Earl
- Detective Brown - Henri Brown
- Detective Rafe - Ryf Van Rij

- Datos: Q592743